# Schloss Wolfsberg (Niederösterreich)
Das Schloss Wolfsberg ist ein Schloss in Angern bei Krems an der Donau in Niederösterreich.
Das Schloss Wolfsberg befindet sich am Steilabfall einer hohen Terrasse zur Donau. Unterhalb des Schlosses liegt der Ort Angern, der zur Statutarstadt Krems an der Donau gehört.

## Geschichte
Das Schloss wurde um das Jahr 1531 im Stile der Renaissance über einem mittelalterlichen Gutshof errichtet, der im Jahr 1268 erstmals erwähnt worden war. Große bauliche Veränderungen fanden im 17. sowie 19. Jahrhundert statt. Im Ersten Weltkrieg nahm es zahlreiche galizische Flüchtlinge auf.
Das Schloss Wolfsberg hatte in seiner Geschichte zahlreiche Besitzer. Ab dem 13. Jahrhundert kam es immer wieder in den Besitz des Stiftes Göttweig. Vom 15. bis 17. Jahrhundert gehörte das Schloss meist der Familie Edler von Geyer.
Nachdem ab 1922 ein Erholungsheim durch die Krankenfürsorgeanstalt der Bediensteten der Stadt Wien betrieben worden war, führte von 1934 bis 1989 die Ordensgemeinschaft Dienerinnen des Heiligsten Herzens Jesu darin erst ein Erholungs- und ab 1960 ein Altersheim. 1989 verkauften die Ordensfrauen den Besitz an ein Immobilienbüro. Von diesem ging das Schloss 1992 an den Arzt und Chemiker Birkmayer, der es zu einem Zentrum für Gesundheit und Erholung umbauen wollte. 2006 erwarb als bisher letzte Schlossbesitzer die Familie Nikolaus (von) Fuchs aus Südtirol die Immobilie.

## Beschreibung
Die dreigeschoßige Anlage weist einen Hof mit Pfeilerarkaden auf, die drei Fassadentürmchen stammen vom Umbau des 19. Jahrhunderts.

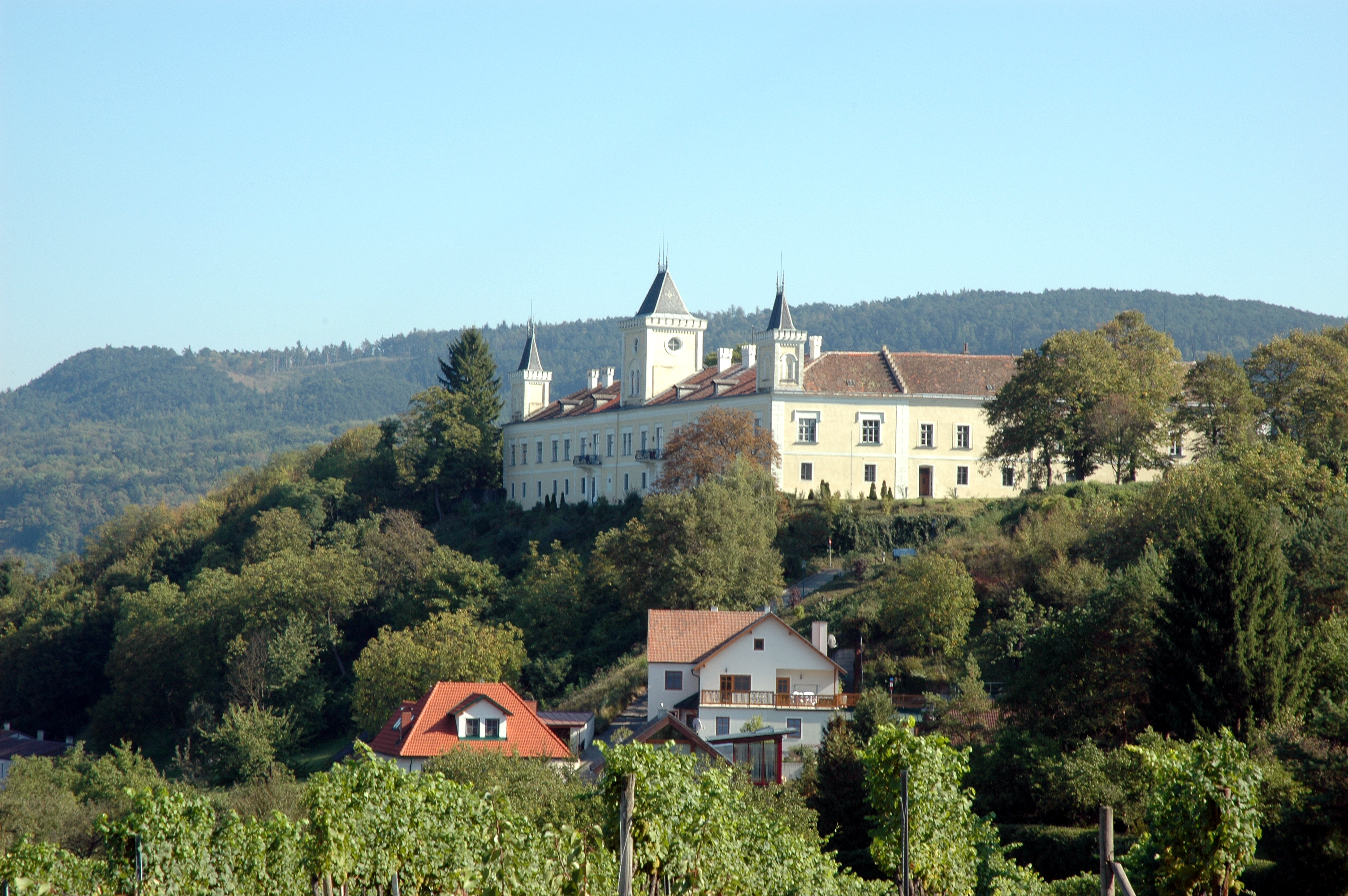
Blick von unten auf das Schloss
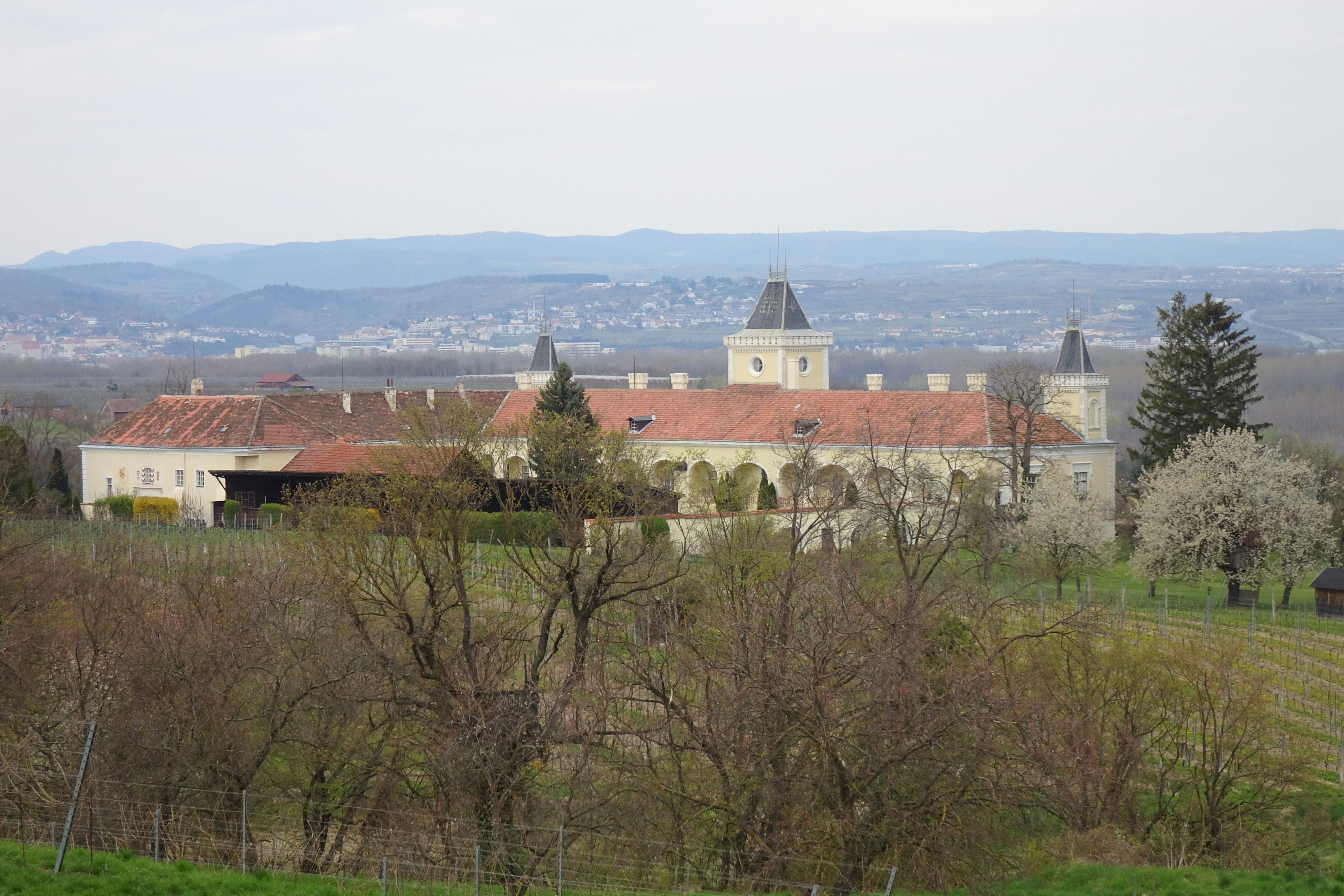
Blick von oben, die Hofarkaden sind zu sehen
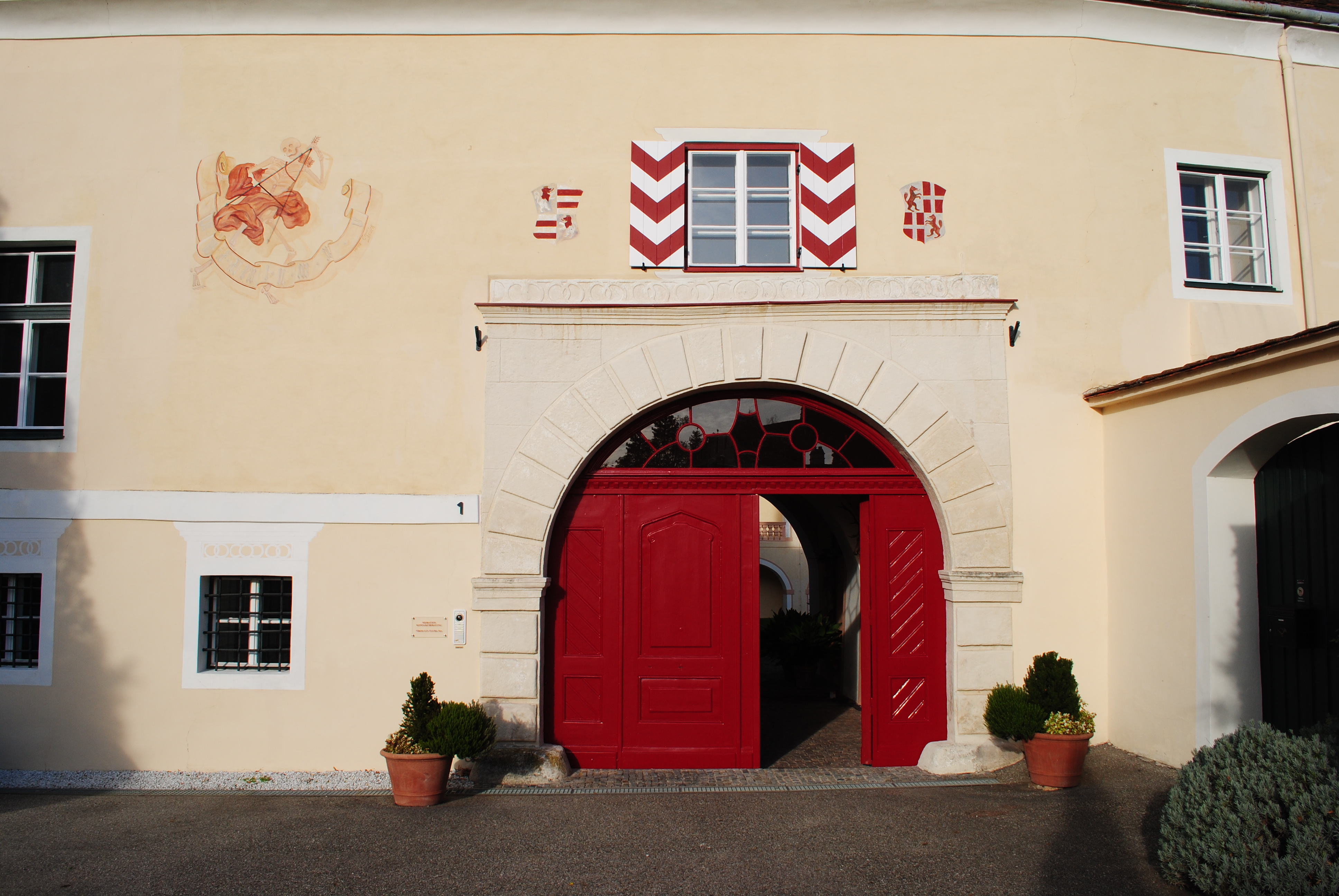
Portal